# Postanalytische Philosophie
Der Begriff Postanalytische Philosophie bezeichnet Strömungen der Gegenwartsphilosophie, die sich von Grundannahmen der Klassiker analytischer Philosophie lösen, aber weiterhin von klassisch-analytischer Literatur, Methodik und entsprechendem Klassikerkanon mitgeprägt sind.

## Hintergrund
Die Ablösung gründet oft in einer Unzufriedenheit mit dem Naturalismus und mit der Ausblendung der Kulturgebundenheit und Historizität von Sprache und Denken.
Dabei wenden sich einige Philosophen dem Pragmatismus und alternativen kontinentaleuropäischen Theorietraditionen zu, etwa idealistischer, hermeneutischer und poststrukturalistischer Philosophie.
Oft verlagern sich dabei die Schwerpunkte des Philosophierens weg von Logik, Naturphilosophie und Philosophie des Geistes auf Fragen der Politik, Ethik, Literatur, Kunst und Religion, teils unter Anschluss an die Kulturwissenschaften. Dennoch besteht weitgehend Kontinuität zum klaren argumentativen Stil klassischer analytischer Philosophie. Schon deswegen ist die Bezeichnung einiger Philosophen als "postanalytisch" umstritten. Viele sprechen stattdessen schlicht von einer Weiterentwicklung analytischer Philosophie.

## Wichtige Vertreter
Im englischen Sprachraum u. a.
- Willard Van Orman Quine, dessen Aufsatz "Two Dogmas of Empiricism" von 1953 viele post-analytische Philosophen beeinflusst hat insb. in der Abwendung von empiristischen Engführungen und einer Erweiterung von Theorien über Wahrheit, Bedeutung, Referenz und Wissen
- Quines Schüler Saul Kripke, dessen zweites Hauptwerk die systematische Diskussion über das Wittgensteinsche Spätwerk und darin enthaltene u. a. sprachpragmatische Ansätze stark mitbeeinflusst hat
- Stanley Cavell, der, von der Sprachpragmatik Austins geprägt, vielfältiges Material kontinentaleuropäischer Literatur und Philosophie bearbeitet hat und u. a. in postanalytischen Debatten über den Vernunftbegriff vielfach impulsgebend war
- Hilary Putnam, der sich insb. in späteren Werken vielfach auf Klassiker des amerikanischen Pragmatismus bezieht, eine Relativität metaphysischer Referenz auf Begriffsschemata verteidigt hat, eine "Ethik ohne Ontologie" und eine anthropologisch grundgelegte Religionsphilosophie zu begründen versucht und auch diversen Kontinentalphilosophen wie z. B. Emmanuel Levinas Studien gewidmet hat
- Donald Davidson, der u. a. von Quine, Frank Ramsey, Immanuel Kant und Ludwig Wittgenstein beeinflusst wurde, in mehreren Disziplinen der systematischen Philosophie wichtige systematisch zusammenhängende Beiträge geleistet hat
- Robert Brandom, ein Schüler Rortys, der in Anknüpfung an den deutschen Idealismus und den Pragmatismus eine inferentialistische Semantik entwickelt hat, die Bedeutung auf den korrekten Gebrauch von Begriffen im "Raum der Gründe" zurückführt
- John McDowell, der in seinem Hauptwerk Geist und Welt eine "therapeutische" Philosophie vertritt und versucht, den Dualismus von Spontaneität (Vernunft) und Rezeptivität (Sinnlichkeit) zu überwinden, indem er die Unbegrenztheit des Begrifflichen postuliert
- Charles Taylor, der als Kritiker des Naturalismus bekannt ist und in Werken wie Quellen des Selbst die Genealogie der modernen Identität untersucht, wobei er analytische mit hermeneutischen und phänomenologischen Ansätzen verbindet
- Martha Nussbaum, die an Aristoteles und den späten Rawls anknüpft und mit dem Fähigkeitenansatz (Capabilities Approach) eine einflussreiche Theorie der globalen Gerechtigkeit entwickelt hat, die die tatsächlichen Verwirklichungschancen von Menschen in den Mittelpunkt stellt
- Thomas S. Kuhn, dessen Überlegung zur Relativität von Bestätigungsverfahren auf "Paradigmen" viele analytisch geprägte Theoretiker herausforderte
- Peter Strawson, der mit seiner "deskriptiven Metaphysik" versuchte, die grundlegenden, unveränderlichen Strukturen unseres Denkens über die Welt freizulegen und sich damit von einer rein formalen Logik abwandte
- der späte Richard Rorty, der u. a. eine neopragmatistische Wahrheitstheorie und einen Kulturrelativismus entwickelt hat und demonstrativ nicht nur von der philosophischen zur literaturwissenschaftlichen Fakultät gewechselt ist, sondern diesen Schritt auch prägnant begründet hat

im deutschen Sprachraum u. a. 
- Peter Bieri, der unter dem Pseudonym Pascal Mercier auch als Romanautor bekannt wurde und sich in seinem philosophischen Werk mit Fragen der Willensfreiheit und der Lebensform auseinandersetzte, wobei er einen analytisch geschulten Stil auf existenzielle Themen anwandte
- Ernst Tugendhat, der nach einer Ausbildung bei Heidegger eine Wende zur analytischen Philosophie vollzog und in ethischen und anthropologischen Schriften versuchte, fundamentale Fragen des Menschseins mit sprachanalytischen Mitteln zu bearbeiten
- Herbert Schnädelbach, der sich mit dem Übergang und dem Status der Philosophie nach dem linguistic turn befasst hat und für eine historisch aufgeklärte Vernunftkritik plädiert

### Primärliteratur
- Willard Van Orman Quine: Word and Object, 1960, ISBN 0-262-67001-1 (dt.: Wort und Gegenstand, Stuttgart 1980, ISBN 3-15-009987-0)
- Willard Van Orman Quine: From a Logical Point of View. 9 Philosophical Essays, 1961, ISBN 0-674-32351-3 (dt.: Von einem logischen Standpunkt, Frankfurt/Berlin/Wien 1979, ISBN 3-548-35010-0)
- Peter Strawson: The Bounds of Sense: An Essay on Kant’s Critique of Pure Reason. London: Methuen, 1966 (dt.: Die Grenzen des Sinns. Ein Kommentar zu Kants "Kritik der reinen Vernunft". Übers. v. Ernst Michael Lange. Königstein/Ts.: Hain, 1981).
- Saul Aaron Kripke: Naming and Necessity, 1972, erw. 1980 (deutsch: Name und Notwendigkeit), ISBN 0-631-12801-8.
- Herbert Schnädelbach: Analytische und postanalytische Philosophie. Vorträge und Abhandlungen. Frankfurt a. M. 2004.
- Hilary Putnam: Philosophical Papers: Volume 2, Mind, Language and Reality., Cambridge, Cambridge University Press 1979, ISBN 0-521-29551-3
- Hilary Putnam: Vernunft, Wahrheit und Geschichte (Reason, truth, and history). Suhrkamp, Frankfurt am Main 1982, ISBN 3-518-06034-1
- Hilary Putnam: Repräsentation und Realität (Representation and reality). Suhrkamp, Frankfurt am Main 1991, ISBN 3-518-58090-6
- Peter Bieri: "Was bleibt von der analytischen Philosophie?". Deutsche Zeitschrift für Philosophie, 2007, Heft III, S. 333–344.
- Donald Davidson: Essays on Truth and Interpretation, Philosophical Essays, Oxford: Clarendon Press 1984. ISBN 978-0199246298.
- Donald Davidson: Subjective, Intersubjective, Objective, Philosophical Essays, Oxford: Clarendon Press 2001. ISBN 978-0198237532.
- Charles Taylor: Erklärung und Interpretation in den Wissenschaften vom Menschen, Frankfurt a. M. 1976.
- Richard Rorty: Kontingenz, Solidarität und Ironie, Frankfurt a. M. 1992.
- Stanley Cavell: Nach der Philosophie. Essays (Hg. Ludwig Nagl und Kurt Rudolf Fischer), Zweite, erweiterte und überarbeitete Auflage, Berlin 2001 (1. Auflage, Wien 1987) ISBN 3-05-003421-1

### Sekundärliteratur
- John Rajchman, Cornel West (eds.): Post-analytic Philosophy, Columbia University Press, New York 1985, ISBN 3-486-53801-2 (enthält Aufsätze von, u. a., Richard Rorty, Hilary Putnam, Arthur Danto, Stanley Cavell, Thomas S. Kuhn, Donald Davidson und John Rawls).
- Wo steht die Analytische Philosophie heute? (Hg. Ludwig Nagl und Richard Heinrich), Wien-München 1986. Wiener Reihe – Themen der Philosophie, Band 1  (enthält Aufsätze von, u. a., Peter F. Strawson, Richard Rorty, Stanley Cavell und Arthur Danto), ISBN 3-486-53801-2
- Rebekka Reinhard: Gegen den philosophischen Fundamentalismus. Postanalytische und dekonstruktivistische Perspektiven, Fink, München 2003, ISBN 978-3770538294.
- Stephen Mullhall: Post-Analytic Philosophy, in: J.Baggini / J.Stangroom (Hrsg.): New British Philosophy: the Interviews, Routledge, London 2002.
- John Mullarkey: Post-Continental Philosophy: An Outline, Continuum 2006, ISBN 0826464610. Review von Alistair Welchman.